# Семенцево (Нижньогородська область)
Семенцево (рос. Семенцево) — присілок в Кстовському районі Нижньогородської області Російської Федерації.
Населення становить 8 осіб. Входить до складу муніципального утворення Прокошевська сільрада.

## Історія
Від 2009 року входить до складу муніципального утворення Прокошевська сільрада.

## Населення
1. Н/Д[2]